# Museo del Oro Nariño
Das Museo del Oro Nariño („Goldmuseum von Nariño“) ist ein Goldmuseum der Banco de la República Kolumbiens an der Calle 19 in Pasto.
Das Museum wurde 1984 gegründet, befindet sich im Kulturzentrum Leopoldo López Álvarez der Banco de la República und wurde 2016 renoviert. Es ist Teil des Museumsnetzwerkes der Banco de la República. Seine Sammlung umfasst etwa 500 Objekte, hauptsächlich Keramik- und Metallarbeiten aus dem südlichen kolumbianischen Hochland und der Tumaco-La-Tolita-Kultur. Am thematischen Aufbau des Museums wirkten ethnische Minoritäten mit. Die Ausstellung ist so gestaltet, dass Unterschiede in den Lebensweisen zwischen den Bergen und der Pazifikküste aufgezeigt werden.